# Lullabies for the Dormant Mind
Lullabies for the Dormant Mind – drugi studyjny album kanadyjskiego zespołu metalowego The Agonist. Został wyprodukowany przez Christiana Donaldson'a. Album ukazuje nowe atrybuty zespołu i jest mieszanką muzyki poważnej, jazzu, opery, gridcore'u, thrash'u i black metalu.
W 2009 roku zespół wydał 3 teledyski do piosenek "...And Their Eulogies Sang Me to Sleep", "Birds Elope With the Sun" i "Thank You, Pain".

## Lista utworów
1. "The Tempest (The Siren's Song; The Banshee's Cry)" – 4:46
2. "...And Their Eulogies Sang Me to Sleep." – 3:32
3. "Thank You, Pain." – 3:44
4. "Birds Elope with the Sun" – 4:29
5. "Waiting Out the Winter" – 4:03
6. "Martyr Art" – 4:31
7. "Globus Hystericus" – 3:41
8. "Swan Lake (A Cappella)" – 2:53
9. "The Sentient" – 3:39
10. "When the Bough Breaks" – 4:13
11. "Chlorpromazine" – 4:07
12. "Monochromatic Stains" (Cover Dark Tranquillity, utwór bonusowy z wydania japońskiego) – 3:33

## Twórcy
- Alissa White-Gluz – śpiew
- Danny Marino – gitara
- Chris Kells – gitara basowa, wokal wspierający
- Simon McKay – perkusja